# Tawfik Abu Wael
Tawfik Abu Wael (arabe  توفيق ابو وائل , hébreu  תאופיק אבו ואיל), est un réalisateur de cinéma et scénariste arabe israélien né en 1976 à Umm al-Fahm dans la région du Triangle.
Il a étudié le cinéma et la direction d’artistes à l'Université de Tel-Aviv avant d’enseigner à l’école de théâtre Hassan Arafe à Jaffa. 

## Filmographie
- 2011 : Derniers Jours à Jérusalem
- 2004 : Soif
- 2001 : Diary of a male whore (Journal d’un prostitué, court métrage)
- 2001 : Waiting for Salah al-Din (En attendant Saladin, documentaire)
- 1998 : I leave, you stay (Je pars, tu restes, court métrage)
- 1998 : Intellectual in garbage (court métrage)
- 1998 : Characters (court métrage)
- 1997 : Bread, Hashish and the Moon (court métrage)